# Jennette McCurdy
Jennette Michelle Faye McCurdy (ur. 26 czerwca 1992 w Garden Grove) – amerykańska pisarka, reżyserka, była aktorka i piosenkarka. Znana z serialu telewizyjnego, stacji Nickelodeon iCarly (Samantha Puckett). Wystąpiła także m.in. w takich serialach jak: Zoey 101, Zwariowany świat Malcolma, Will & Grace, Życie przede wszystkim, True Jackson, Potyczki Amy czy Sam i Cat.

## Kariera aktorska

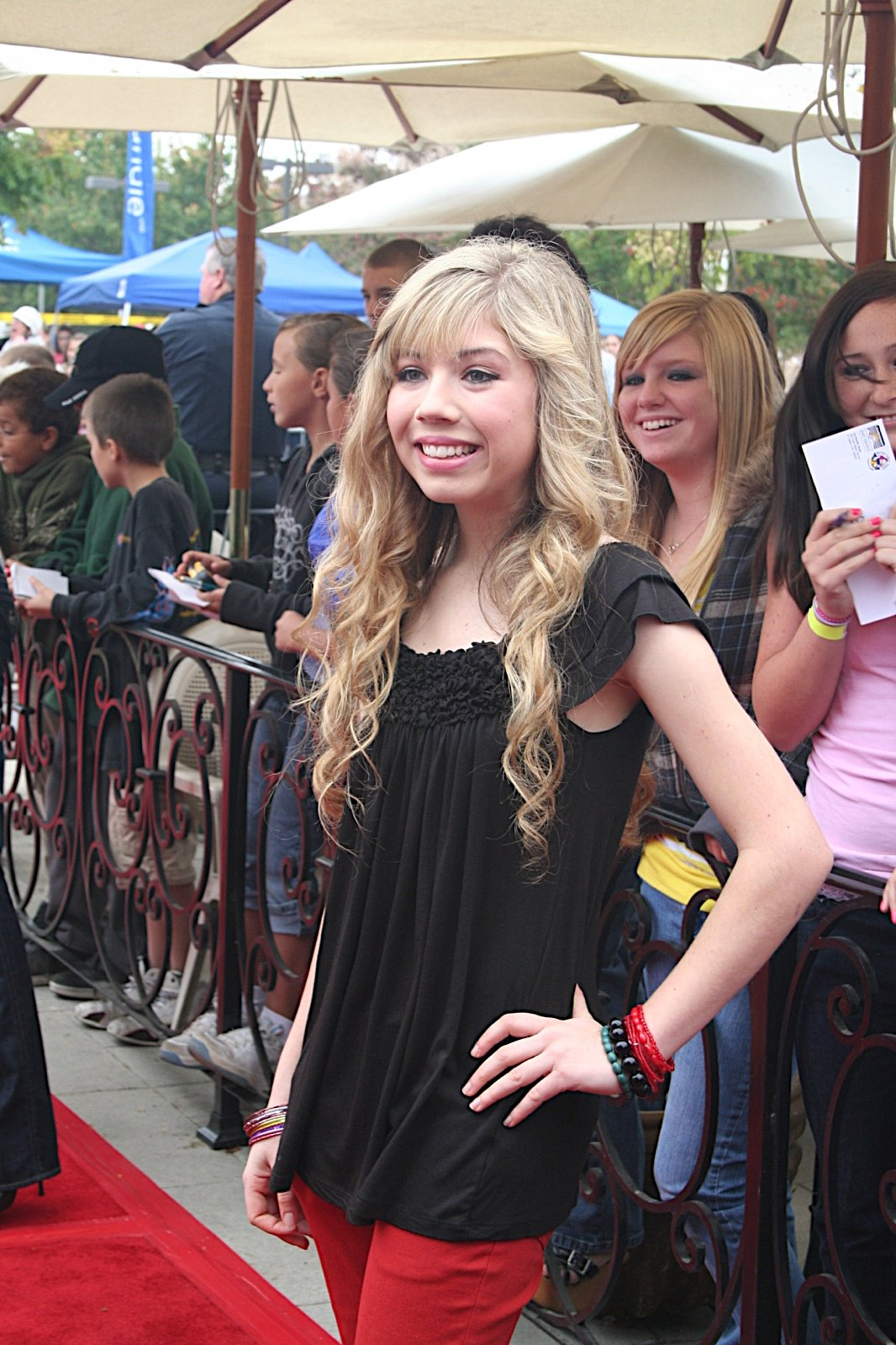
Listopad 2008 – 62. akademia Mother Goose Parade w San Diego

Jennette McCurdy postanowiła zostać aktorką po obejrzeniu filmu Star Wars, zainspirowana rolą Harrisona Forda. Po raz pierwszy wystąpiła w telewizji w 2000, gdy pojawiła się w jednym z odcinków serialu MADtv. Dało jej to szansę na pokazanie talentu aktorskiego, szczególnie zaś umiejętności komicznych. W 2001 wystąpiła w japońskim filmie science-fiction – Shadow Fury, gdzie wcieliła się w postać Anny Markov, natomiast w 2002 zagrała w jednym z odcinków serialu telewizyjnego CSI: Kryminalne zagadki Las Vegas. W latach 2003–2004 McCurdy pojawiła się w produkcjach Karen Sisco i Zwariowany świat Malcolma oraz Breaking Dawn, Tygrysi rejs, czy Życie przede wszystkim. Jej zdolności aktorskie zostały docenione – za rolę w ostatnim z tych filmów została nominowana, w 2005, do Young Artist Award.
Po sukcesie, jaki odniosła w Życie przede wszystkim, zagrała w Law & Order: Special Victims Unit, Medium i Potyczki Amy. Wystąpiła również w serialu telewizyjnym Odległy front oraz filmie See Anthony Run. W 2006 Jennette McCurdy zagrała w Against Type, pojawiła się również w jednym z odcinków popularnego serialu Will & Grace. Na początku 2007 zagrała w 3 odcinkach Lincoln Heights oraz Ostatni dzień lata. W filmie Proving Ground: From the Adventures of Captain Redlocks odegrała rolę głównej bohaterki. W 2008 McCurdy wystąpiła w filmie Minor Details, a w 2009 zagrała w amerykańskim serialu komediowym True Jackson, VP, jako Pinky Turzo. W 2011 roku zagrała Cristin (Criss) w filmie Wymiatacz. Po tym, jak serial iCarly skończył się w listopadzie 2012, McCurdy gra w nowym serialu Sam i Cat oraz serialu Victoria znaczy zwycięstwo, w którym gra jej przyjaciółka Ariana Grande. McCurdy poświęca się również karierze piosenkarki jeżdżąc po całej Ameryce i grając koncerty swojego nowego utworu Generation Love.
W lutym 2021 wyznała, że kończy karierę aktorską.

## Muzyka
Poza pracą na planie McCurdy zajmuje się także muzyką, uwielbia muzykę krajową Country. Najczęściej tworzy covery znanych piosenek. W maju premierę miał jej debiutancki album Not That Far Away, który według zapowiedzi miał zostać wydany już w czerwcu 2009, jednak 6 lipca McCurdy oświadczyła, że podpisała umowę z Capitol Records. 16 kwietnia 2010 upublicznione zostały fragmenty wybranych piosenek z pierwszego albumu. Były to: „Not That Far Away”, „Never Let Me Down”, „Break Your Heart”, „Better”, „Stronger”, i „Put Your Arms Around Someone”. Piosenki zaprezentowano tak wcześnie, by fani mogli wybrać, poprzez głosowanie, która z nich powinna być wydana jako pierwszy singel i teledysk. Wybrano utwór „Not That Far Away”, który zagrano 24 maja 2010 w radiu country.
Do jej najbardziej znanych utworów należą: „Homeless Hearts” oraz „So Close”, coraz większe zainteresowanie zyskuje utwór Not That Far Away, który został wyemitowany w amerykańskiej stacji radiowej KMLE muzyki Krajowej Country. Utwór ten doczekał się również teledysku, który McCurdy nakręciła razem z wytwórnią muzyczną Capitol Records Nashville. W Styczniu 2011 odbyła się premiera utworu Generation Love, który zdobył niezwykłą popularność i uznanie wśród fanów McCurdy. Generation Love 29 kwietnia 2011 doczekał się również teledysku, który również został nakręcony przez wytwórnię muzyczną Capitol Records Nashville.

## Życie prywatne
Ma trzech starszych braci: Marcusa, Dustina i Scotta. Jest ambasadorką fundacji Starpower Starlight (Światło Gwiazdy) dla dzieci, jej celem jest pomoc dzieciom w odnalezieniu ścieżki swojego życia i radości w ciężkich chwilach choroby. 20 września 2013 Debra McCurdy, matka Jennette, zmarła na raka.
W marcu 2019 roku, Jennette McCurdy publicznie ujawniła w artykule opublikowanym przez The Huffington Post, że cierpiała na anoreksję, a później na bulimię, od 11 roku życia.
Oprócz swoich zmagań z zaburzeniami odżywiania, McCurdy zmagała się z alkoholizmem, zaczęła pić na krótko przed śmiercią matki. W jednym z odcinków podcastu z 2020 roku, McCurdy krótko wspomniała, że w dzieciństwie zmagała się z zaburzeniami obsesyjno-kompulsywnymi. 
Jest również autorką książki Cieszę się, że moja mama umarła (ang. I'm Glad My Mom Died), wydanej w 2022 roku, w której opowiada o swoich wspomnieniach z czasów dzieciństwa, karierze aktorki dziecięcej oraz traumatycznej relacji ze swoją matką. Książka przez osiem tygodni od momentu wydania znajdowała się na liście bestsellerów The New York Times.

## Dyskografia

### Albumy
- 2012: Jennette McCurdy

### Single
- 2011: Generation Love
- 2010: Not That Far Away
- 2009: So Close

## Filmografia

### Telewizja
- 2015–2016: Between jako Wiley Day
- 2014: What's Next For Sarah jako Sarah Bronson
- 2013–2014: Sam i Cat jako Samantha „Sam” Puckett
- 2013: Ben i Kate jako Bethany w odcinku „Gone Fishin'”
- 2012: Mega przygody Bucketa i Skinnera jako Devon
- 2012: Victoria znaczy zwycięstwo jako Ponnie
- 2011: iCarly: Przyjęcie z Victoria znaczy zwycięstwo jako Samantha „Sam” Puckett
- 2011: Cupcake Wars jako ona sama
- 2010: Glenn Martin, DDS jako Mazy
- 2010: Pingwiny z Madagaskaru jako Becky
- 2009: True Jackson jako Pinky Turzo
- 2007–2012: iCarly jako Samantha „Sam” Puckett
- 2007: Lincoln Heights jako Beckie
- 2006: Krok od domu jako Stacy Johnson
- 2006: Will & Grace jako Lisa
- 2005: Zoey 101 jako Trisha Kirbey
- 2005: Odległy front jako Lynne
- 2005: The Inside jako Madison St. Clair
- 2003–2005: Zwariowany świat Malcolma jako Daisy/Penelope
- 2005: Potyczki Amy jako Amber Reid
- 2005: Medium jako Sara Crewson
- 2005: Law & Order: Special Victims Unit jako Holly Purcell
- 2004: Życie przede wszystkim jako Haley Campos
- 2004: Karen Sisco jako Josephine „Josie” Boyle
- 2002: CSI: Kryminalne zagadki Las Vegas jako Jackie

### Filmy
- 2013: The Goree Girls jako Billie Crow
- 2013: Szwindel jako Savannah Drysdale
- 2012: Epoka lodowcowa 4: Wędrówka kontynentów
- 2011: Goryl Śnieżek w Barcelonie jako Petunia (głos, amerykański dubbing)
- 2011: Wymiatacz jako Christina „Prodigy” Saunders
- 2011: iCarly: Przyjęcie z Victoria znaczy zwycięstwo jako Samantha „Sam” Puckett
- 2010: Fred: The Movie jako Berta
- 2009: iCarly leci do Japonii jako Samantha „Sam” Puckett
- 2008: Minor Details jako Mia Maxwell
- 2008: Proving Ground: From the Adventures of Captain Redlocks jako Aria Krait
- 2007: Ostatni dzień lata jako Dory Sorenson
- 2006: Against Type jako Meredith
- 2005: See Anthony Run jako Lucy
- 2004: Tygrysi rejs jako Kiley Dolan
- 2003: Taylor Simmons jako Amanda Simmons
- 2003: Hollywood Homicide jako Van Family Daughter
- 2002: My Daughter's Tears jako Mary Fields
- 2001: Shadow Fury jako Anna Markov

## Nominacje i nagrody
- 2005: Young Artist Awards: Best Performance in a Television Series – Guest Starring Young Actress: Strong Medicine – NOMINACJA
- 2008: Young Artist Awards: Best Performance in a TV Movie, Miniseries or Special – Supporting Young Actress: The Last Day of Summer: NOMINACJA
- 2008: Young Artist Awards: Best Performance in a TV Series – Supporting Young Actress: iCarly: NOMINACJA
- 2009: Young Artist Awards: Outstanding Young Ensemble in a TV Series: iCarly: NOMINACJA
- 2009: Young Artist Awards: Best Performance in a TV Series (Comedy or Drama) – Supporting Young Actress: iCarly: NOMINACJA
- 2009: Teen Choice Awards: Choice TV Sidekick: iCarly: NOMINACJA
- 2010: Young Artist Awards: Outstanding Young Performers in a TV Series: iCarly: NOMINACJA
- 2010: Australian Kids’ Choice Awards: LOL Award: iCarly: WYGRANA
- 2011: Kids Choice Awards: Favorite TV Sidekick: iCarly: WYGRANA
- 2011: Teen Choice Awards: Choice ’Music: Female Country Artist: NOMINACJA
- 2011: Teen Choice Awards: Choice TV: Female Scene Stealer: iCarly: NOMINACJA
- 2011: Australian Kids’ Choice Awards: LOL Awards: iCarly: WYGRANA
- 2011: Brazilian Kids’ Choice Awards: Funniest Character: iCarly: WYGRANA
- 2012: Kids’ Choice Awards: Favorite TV Sidekick: iCarly: WYGRANA
- 2013: Australian Kids’ Choice Awards: Aussie’s Fave Nick Star: NOMINACJA
- 2014: Kids’ Choice Awards: Favorite TV Actress: Sam&Cat: WYGRANA